# Robert Bergström
Robert Bergström, född 10 juni 1982 i Skellefteå, är en svensk före detta elitfotbollstränare. Han är sedan 2022 nationell fotbollsutbildare vid Svenska Fotbollförbundet samt assisterande förbundskapten för P-08-landslaget. Han har ett förflutet som tränare för bland andra Anundsjö IF, Umeå FC, Umeå IK FF och Vittsjö GIK.

## Biografi
Bergström är född i Skellefteå, uppvuxen i Sollefteå och har senare flyttat till Örnsköldsvik.

### Domsjö IF herrar
Robert Bergström började 2004 sin karriär som 22-åring för Domsjö IF i div 4 norra.

### Själevads IK damer
Bergström blev tränare för Själevads IK 2008 och var huvudtränare fram till november 2009. Själevads IK spelade då i division 1 norra och fick kvala till elitettan, men misslyckades.

### Anundsjö IF
I november 2009 tog Bergström över Bredbyn-laget Anundsjö IF i division 2. Klubben fick tre år i rad kvala till division 1 norra. Han var huvudtränare för Anundsjö i fem år, 2009–2014.

### Umeå FC
Säsongen 2016 var Bergström huvudtränare för division 1-klubben Umeå FC. Hösten 1996 fick han Torbjörn Nordström som assisterande tränare.

### Umeå IK FF
Bergström tog, återigen med Torbjörn Nordström som assisterande, över Umeå IK FF i december 2016. Han stannade i klubben till 2020, och laget lyckades säsongen 2019 gå upp till Damallsvenskan efter tre år i Elitettan. Umeå IK FF åkte säsongen 2020 ur Damallsvenskan på målskillnad.

### Vittsjö GIK
Efter fyra säsonger i Umeå IK FF tog Bergström över Skånelaget Vittsjö GIK. Han var tränare under säsongen 2021, då laget slutade på femte plats och var tre poäng från Women Champions League-kval.

### Svenska Fotbollförbundet
Sedan 2022 arbetar Bergström på SvFF som nationell fotbollsutbildare på Svenska Fotbollförbundet. Han är även assisterande förbundskapten för P-08-landslaget. 

## Utmärkelser
- 2019 – Utsedd till årets tränare 2019 i Elitettan (näst högsta ligan i Sverige inom damfotboll).
- UEFA Pro License (högsta möjliga utbildning som fotbollstränare).